# Gemini 2
La missione Gemini-Titan 2 (GT-2) fu il secondo lancio di un veicolo spaziale - senza equipaggio - del tipo Gemini con il suo razzo vettore del tipo Titan. Il lancio avvenne da Cape Canaveral il 19 gennaio 1965 alle ore 9:04 EST (Eastern Standard Time).

## I Preparativi
Obbiettivo primario della missione fu il test del rientro di una capsula del tipo Gemini nell'atmosfera terrestre con conseguente collaudo degli scudi termici. Pertanto si trattò di un breve volo suborbitale del tipo balistico.
In seguito al successo della missione GT-1 dell'aprile 1964 ed in particolar modo tenendo conto dei risultati e dell'esperienza ottenuta, la NASA era abbastanza sicura di essere in grado di partire per la prima missione Gemini con equipaggio ancora nel novembre dello stesso anno. Pertanto la missione GT-2 venne programmata per il 24 agosto.
Verso la fine di luglio il razzo vettore venne assemblato sulla rampa e pedana di lancio n. 19 nel centro spaziale di Cape Canaveral. Inoltre venne allacciato alla rete elettrica esterna.
Nella metà del mese di agosto 1964 tutte le esercitazioni per la missione GT-2 vennero improvvisamente bloccate. Testimoni oculari dissero di aver visto l'impatto di un fulmine nella citata rampa di lancio n. 19. Nonostante un'accurata ricerca di una commissione d'esame, non si poté comunque dimostrare con assoluta certezza detto impatto, in quanto mancavano del tutto danni tipici causati da un evento naturale di tale tipo. All'inizio del mese di settembre si poté comunque continuare con le esercitazioni.
I preparativi alla missione vennero nuovamente bloccati alla fine di agosto a causa del passaggio sopra Cape Canaveral dell'uragano Cleo. A causa della previsione dell'ulteriore passaggio all'inizio di settembre degli uragani Dora e Ethel, la combinazione Gemini-Titan venne addirittura smontata completamente per essere nuovamente assemblata per il 18 settembre. Solo allora la preparazione alla missione poté continuare a pieno ritmo.
Ma i problemi non furono finiti. Il 9 dicembre 1964 il conto alla rovescia per il lancio della missione GT-2 venne interrotto un secondo dopo l'accensione dei congegni di propulsione principali. Un'unità di controllo automatica aveva segnalato la perdita di pressione idraulica nel sistema di pilotaggio del primo stadio del razzo.

## La Missione
Solo il 19 gennaio 1965 la missione poté quindi essere svolta - almeno questa volta senza riscontrare problemi. Il volo balistico portò Gemini 2 ad un'altezza di 171 km. Solo 18 minuti e 16 secondi dopo il lancio, la capsula atterrò nelle acque dell'Oceano Atlantico del sud - a distanza di 3.419 km dal punto di lancio.
La capsula venne recuperata dalla portaerei USS Lake Champlain. Con questo risultato gli scudi termici erano stati testati con successo.
La capsula della missione Gemini 2 venne rinnovata ed in particolar modo venne dotata di un abbaino nello scudo termico per fungere da prototipo delle capsule Gemini-B - in futuro utilizzate per il progetto Manned Orbiting Laboratory - MOL. In tale configurazione il 3 novembre 1966 venne lanciata con un razzo vettore del tipo Titan IIIC per un ulteriore volo suborbitale. Divenne pertanto il primo veicolo spaziale ad essere riutilizzato.

## Galleria d'immagini

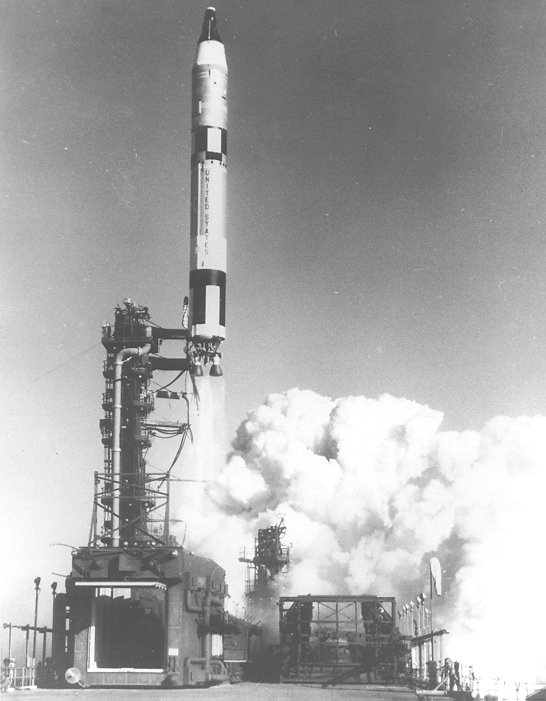
Il lancio, 19 gennaio 1965
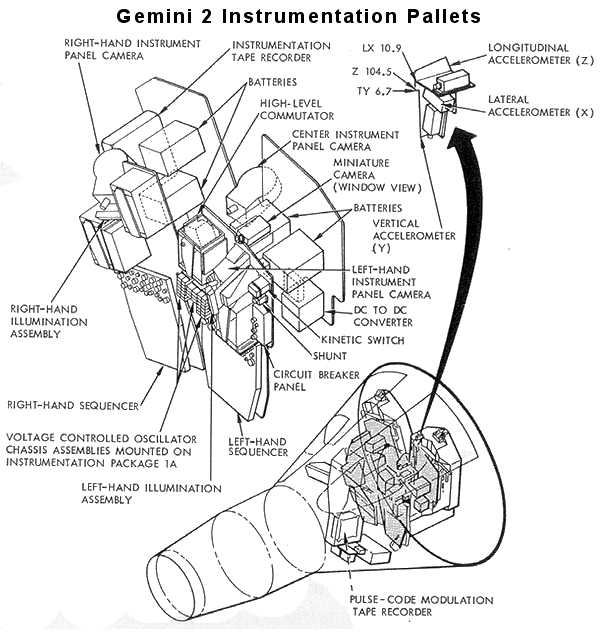
Strumentazione telemetrica
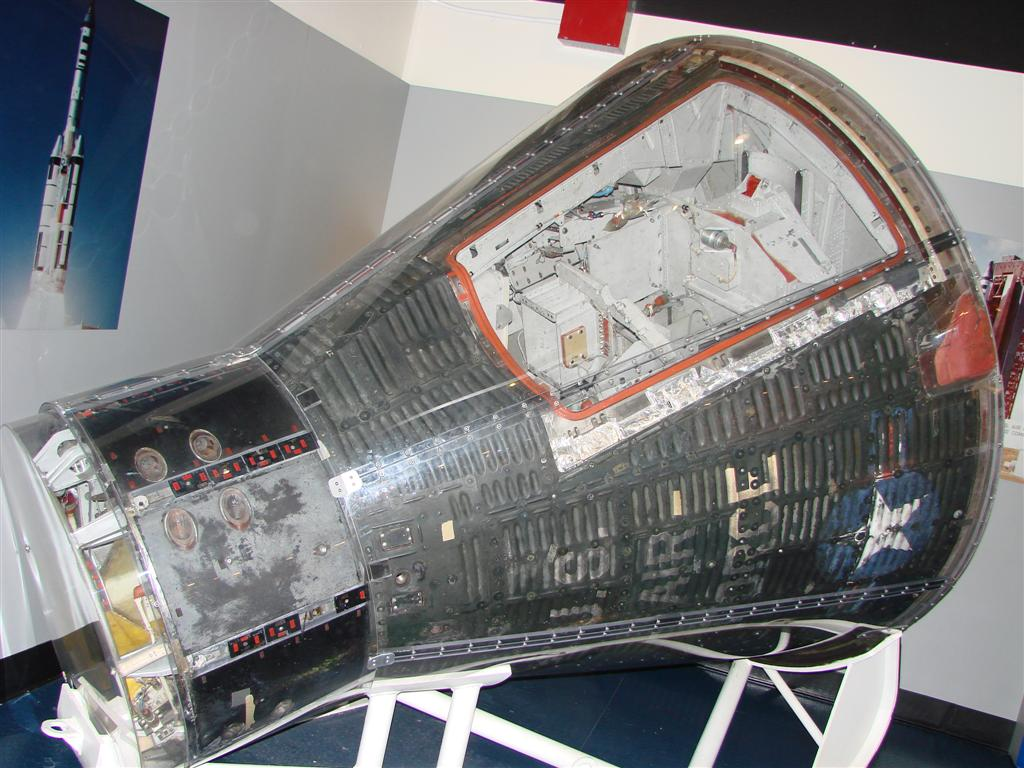
Il Gemini 2 esposto all'Air Force Space & Missile Museum, Cape Canaveral, Florida
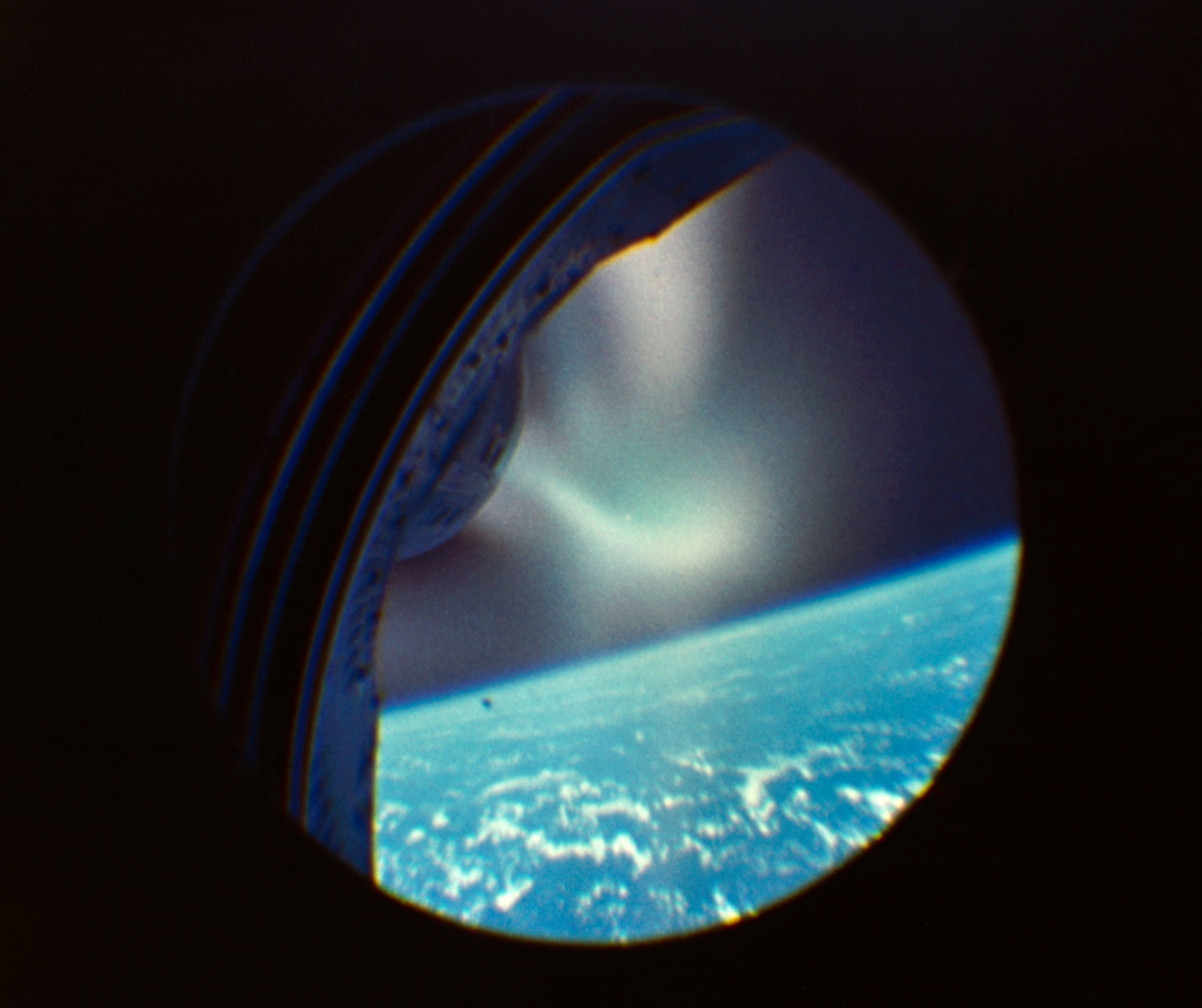
Il rientro in una foto di bordo